# تخلیه شدنت
«تخلیه شدنت» (به انگلیسی: Drain You) یکی ترانه‌های گروه گرانج نیروانا و ۸اُمین قطعه از آلبوم موفق بی‌خیال (۱۹۹۱) است. عمده شهرت این ترانه به‌خاطر انتشارش به‌عنوان بی-ساید تک‌آهنگ «بوی روح نوجوانی می‌ده» (۱۹۹۱) است؛ هرچند در سال ۱۹۹۶ هم یک نسخهٔ اجرای زندهٔ «تخلیه شدنت» در قالب تک‌آهنگ تبلیغاتی آلبوم از کناره‌های گل‌آلود ویشکا منتشر شد.